# Marklesburg
Marklesburg es un borough ubicado en el condado de Huntingdon en el estado estadounidense de Pensilvania. En el año 2020 tenía una población de 200 habitantes y una densidad poblacional de 87 personas por km².

## Geografía
Marklesburg se encuentra ubicado en las coordenadas 40°23′3″N 78°10′20″O / 40.38417, -78.17222.

## Demografía
Según la Oficina del Censo en 2000 los ingresos medios por hogar en la localidad eran de $43,333 y los ingresos medios por familia eran $46,500. Los hombres tenían unos ingresos medios de $38,333 frente a los $20,000 para las mujeres. La renta per cápita para la localidad era de $22,329. Alrededor del 6% de la población estaba por debajo del umbral de pobreza.